# August Friedrich Moritz Anton
August Friedrich Moritz Anton (* 26. August 1798 in Wittenberge; † 21. Dezember 1868 in Halberstadt) war ein deutscher Pädagoge.

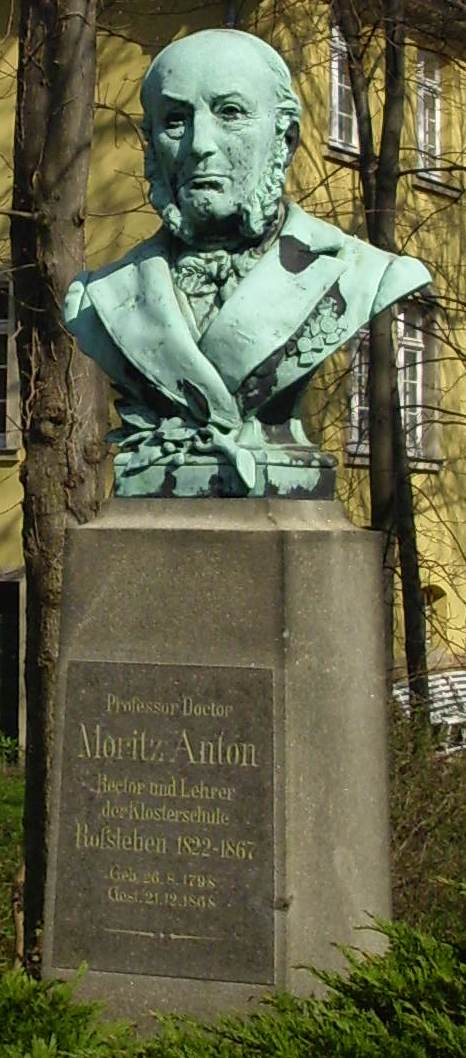
Gedenkbüste Moritz Anton auf dem Gelände der Klosterschule Roßleben

## Leben
Moritz Anton hatte die Möglichkeit, von 1812 bis 1816 das Joachimsthalsche Gymnasium
unter Bernhard Moritz Snethlage zu besuchen. Danach studierte er in Halle Theologie und Sprachen. Mit 21 Jahren wurde er Lehrer an der lateinischen Hauptschule in Halle. 1822 wurde er an die Klosterschule Roßleben als Adjunctus berufen. Er war ein begabter Pädagoge, wirkte als Lehrer für Mathematik, Latein und Hebräisch und war von 1844 bis 1866 Rektor dieser traditionsreichen Schule.

## Werke
- In adumbrata quaedam de integritate atque elegantia sermonis praecepta, Querfurt 1831